# Friedrich Seidenstücker

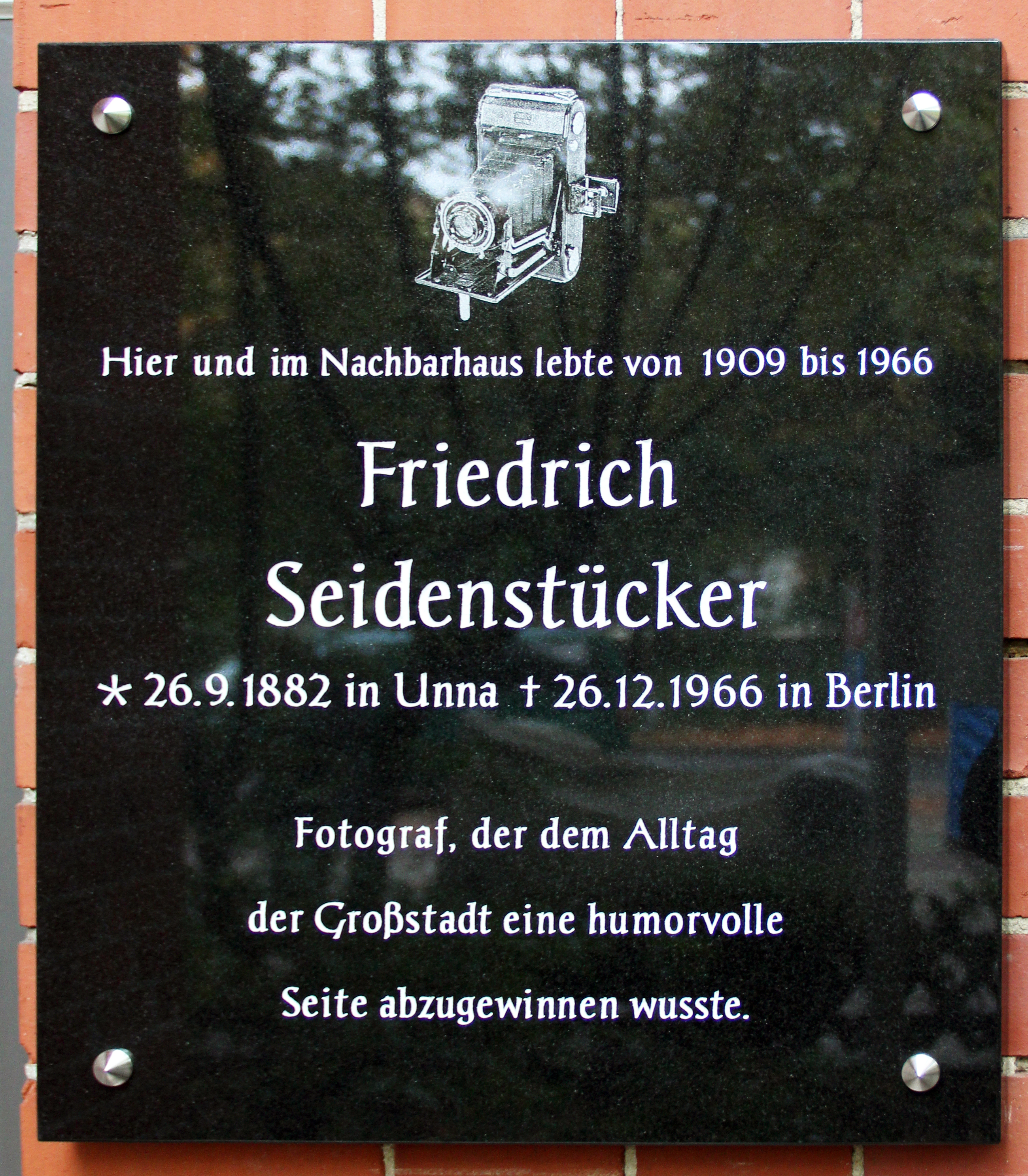

Friedrich Seidenstücker (Unna, Alemania, 26 de septiembre de 1882-Berlín, 26 de diciembre de 1966) fue un fotógrafo alemán especializado en retratos de personas y animales, sus fotos de las ruinas de la Segunda Guerra Mundial de Berlín fueron otro aspecto fundamental de su arte, al igual que las del fotógrafo Hein Horny.
Su obra figura en el MOMA de Nueva York y en 2012 fue objeto de una gran exposición retrospectiva en Berlín.

## Publicaciones
- Ann und Jürgen Wilde: Von Weimar bis zum Ende – Fotografien aus bewegter Zeit. Dortmund 1980. ISBN 3-88379-181-4
- Werner Kourist: Das Berliner Zoo-Album. Berlín 1984.[5]
- Werner Kourist): Von Tieren und von Menschen. Berlín 1986.[6]
- Bildarchiv Preußischer Kulturbesitz: Der faszinierende Augenblick. Berlín 1987.
- Sprengel Museum Hannover: Der humorvolle Blick. Fotografien 1923–1957. Hannover 1997.
- Friedrich Seidenstücker – Von Nilpferden und anderen Menschen. Hatje Cantz, Ostfildern 2011.
- Hommage à Berlin. Hein Gorny – Adolph C. Byers – Friedrich Seidenstücker. Berlín 2011. ISBN 978-3-00-033886-1